# 페루 프리메라 디비시온

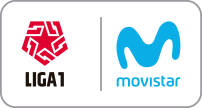

페루 프리메라 디비시온(스페인어: Primera División del Perú)은 페루의 최상위 축구 리그이다. 현재 토르네오 데센트랄리사도 데 푸트볼 프로페시오날(스페인어: Torneo Descentralizado de Fútbol Profesional)로 알려져 있다.